# Stazione di Whitechapel
La stazione di Whitechapel è una stazione situata nel quartiere omonimo, nel borgo londinese di Tower Hamlets.

Questa stazione è servita dai servizi dalla metropolitana di Londra e da treni suburbani transitanti lungo Crossrail e lungo la East London Line.

## Storia
La stazione è stata aperta nel 1876 dalla East London Railway (ELR, ora East London Line) quando la linea si estese fino a Liverpool Street. Poiché la ELR si occupava di linee ferroviarie e non di treni, molte aziende fornirono servizi alla stazione come la London, Brighton and South Coast Railway (LB&SCR), la London, Chatham and Dover Railway (LC&DR) e la South Eastern Railway (SER). Più tardi anche la Great Eastern Railway (GER) fornirà servizi a Whitechapel.
Il 6 ottobre 1884 la Metropolitan District Railway (MDR, oggi la linea District) aprì una stazione vicino a quella della ELR come il capolinea di una nuova estensione da Mansion House. Alla stazione fu dato il nome di Whitechapel (Mile End). Il servizio della ELR fra Whitechapel e Liverpool Street chiuse nel 1885. Alla stazione venne assegnato il nome di Whitechapel, conservato fino ad oggi il 13 novembre 1901.
La stazione viene servita dalla linea Metropolitan (a quei tempi Metropolitan Railway) a partire dal 3 dicembre 1906.

## Movimento
La stazione è servita dai treni delle linee District e Hammersmith & City della metropolitana di Londra, dai treni della linea Windrush della London Overground, transitanti lungo la linea ferroviaria omonima, e dai treni dell'Elizabeth Line, transitanti nel Crossrail.

## Servizi
La stazione dispone di:
- Biglietteria automatica

## Interscambi
Nelle vicinanze della stazione effettuano fermata alcune linee urbane automobilistiche, gestite da London Buses, nonché una linea di autobus a lunga percorrenza, gestita da National Express.
- Fermata autobus